# 200 (együttes)
A 200 (Tveyhundrað) egy feröeri rock- és punkegyüttes. A név arra utal, hogy „200%-ig” támogatják a szigetcsoport függetlenedését Dániától. A legkedveltebb feröeri rockegyüttesek egyike. 

## Történet
Az együttest 1996-ban hozták létre a Rock í Føroyum 2 válogatáslemez miatt, de a tagok csak mellékesen csinálták addigi együttesük, a Mold mellett. Ezt követően néhány évig hanyagolták a projektet.
A 200 akkor kelt új életre, amikor a Mold végleg feloszlott. 2001-ben részt vettek a Prix Føroyar tehetségkutató versenyen. Ebben az időszakban alakult ki a zenekar stílusa is: az énekhang, a zenei stílus és a politikai szövegek. Ekkor jelent meg első lemezük, a 200% is. Feröer mellett Izlandon és Dániában is felléptek. Következő lemezük 2005-ben jelent meg.

## Diszkográfia
- 2001 – 200%
- 2005 – Viva la Republica
- 2006 – Graceland
- 2008 – 200 Decibel
- 2009 – Stokkhólmssyndromið
- 2012 – VENDETTA